# دانيال راسيل براون
دانيال راسيل براون (بالإنجليزية: Daniel Russell Brown)‏ هو سياسي أمريكي، ولد في 28 مارس 1848 في الولايات المتحدة، وتوفي في 28 فبراير 1919 في بروفيدنس في الولايات المتحدة. حزبياً، نشط في الحزب الجمهوري. وقد انتخب حاكم رود آيلاند ‏ (31 مايو 1892 – 29 مايو 1895).